# ツバメ科
ツバメ科（ツバメか、Hirundinidae）はスズメ目に属する鳥類の科の一つ。模式属はツバメ属。

## 分布
高緯度地方や海洋島を除いた全世界

## 形態
尾羽は長く、アルファベットの「V」字状になる種が多い。翼は長く、初列風切は9枚。
嘴は小型だが、口は大型。後肢は小型。

## 分類

### ツバメ亜科　Hirundininae
Delichon
- Delichon urbica　イワツバメ　House martin（亜種イワツバメを独立種とする説もあり） - など

ツバメ属　Hirundo
- Hirundo atrocaerulea　クロハリオツバメ　Blue swallow
- Hirundo daurica　コシアカツバメ　Red-rumped swallow
- Hirundo megaensis　オジロツバメ　White-tailed swallow
- Hirundo perdita　コウカイガケツバメ　Red Sea swallow
- Hirundo rustica　ツバメ　Barn swallow
- Hirundo spiloder　ナンアサンショクツバメ
- Hirundo tahitica　リュウキュウツバメ　Pacific swallow - など

　Riparia
- Riparia paludicola　タイワンショウドウツバメ　Plain martin
- Riparia riparia　ショウドウツバメ　Sand martin - など

　Tachycineta
- Tachycineta bicolor　ミドリツバメ　Tree swallow - など

### カワラツバメ亜科　Pseudochelidoninae
Pseudochelion
- Pseudochelion eurystomina　アフリカカワラツバメ　African river martin
- Pseudochelion eurystomina　アジアカワツバメ　White-eyed river martin

## 生態
飛翔力が強く、空中で旋回なども行う。巣材に泥を用いる種は、巣材を集める際に地表に降りる事もある。
食性は動物食で、主に昆虫を食べるが、果実や種子を食べる種もいる。多くの場合は飛翔しながら口を大きく開け、飛翔している獲物を捕食する。
繁殖形態は卵生。繁殖期にはペアを形成し、多くの種は集団で繁殖する。樹洞や他の動物の古巣、崖に掘った横穴、人工建築物に泥を固めたものなど種によって様々な巣を作り、卵を産む。主にメスが抱卵する。

## 画像

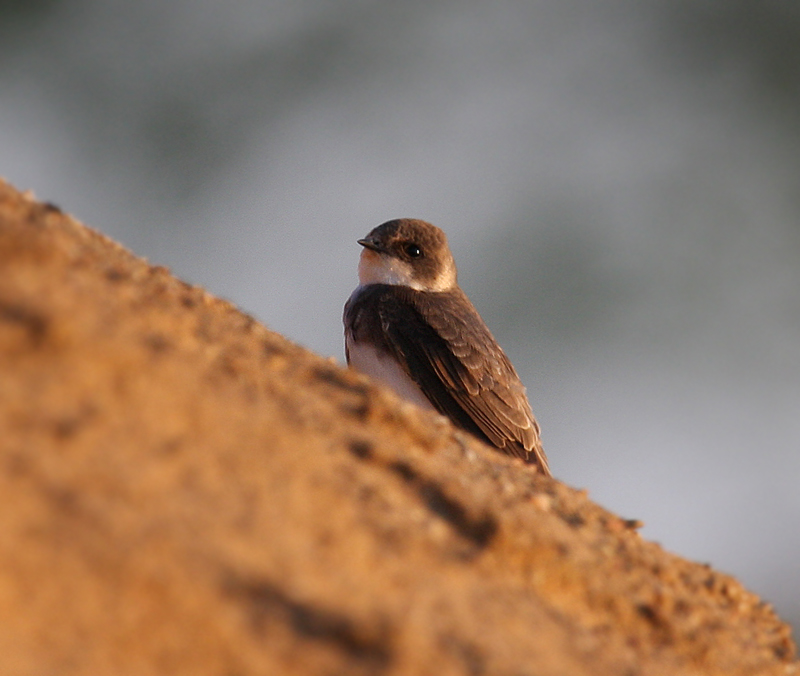
ショウドウツバメ R. riparia